# قلعه دو برجه
قلعه دو برجه مربوط به دوره صفوی است و در شهرستان جاجرم، بخش مرکزی، دهستان میاندشت، شرق روستای دوبرجه واقع شده و این اثر در تاریخ ۲۸ اسفند ۱۳۸۵ با شمارهٔ ثبت ۱۸۷۴۴ به‌عنوان یکی از آثار ملی ایران به ثبت رسیده‌است.